# PSR J2007+2722
PSR J2007+2722 è una pulsar isolata che si trova nella costellazione della Volpetta, alla distanza di 17 300 anni luce (5,3 kpc). È stata scoperta grazie all'analisi fatta mediante il progetto di calcolo distribuito Einstein@home.